# Trematodon hakusanensis
Trematodon hakusanensis là một loài rêu trong họ Bruchiaceae. Loài này được H. Akiy. mô tả khoa học đầu tiên năm 1984.